# Jelena Jefimowna Kusmina
Jelena Jefimowna Kusmina (russisch Елена Ефимовна Кузьмина; * 13. April 1931 in Moskau; † 17. Oktober 2013 ebenda) war eine sowjetisch-russische Archäologin, Kulturologin und Hochschullehrerin.

## Leben
Kusminas Vorfahren gehörten zu den Jaroslawler Adelsfamilien Muchin und Karatygin. Kusmina wuchs an den Moskauer Tschistyje Prudy auf. Ihr Interesse an der Archäologie zeigte sich schon während ihrer Schulzeit, so dass ihre Geschichtslehrerin O. G. Tschumakowa sie 1944 in den archäologischen Kreis des Historischen Museums einführte. Nach dem Schulabschluss mit einer Goldmedaille überzeugte sie das Mitglied der Zulassungskommission Artemi Wladimirowitsch Arzichowski von ihrem festen Wunsch, Archäologin zu werden, dass sie sie 1949 das Studium an der Lomonossow-Universität Moskau (MGU) in der Fakultät für Geschichte am Lehrstuhl für Archäologie begann. Sie nahm an Expeditionen in Dagestan, in der Ukraine und in der Republik Moldau teil. Am liebsten war ihr Zentralasien, wohin sie 1951 als Mitglied der Kafirnigan-Gruppe der tadschikischen archäologischen Expedition unter der Leitung Michail Michailowitsch Djakonows (1907–1954) kam. Ihre erste Arbeit über die Verteidigungsanlagen der Stadt Kei-Kobad-Schah im Griechisch-Baktrischen Königreich erschien 1956. 1954 schloss sie das Studium mit Auszeichnung ab.
Nach dem Studienabschluss absolvierte Kusmina 1954–1957 die Aspirantur in der Leningrader Abteilung des Moskauer Instituts für Archäologie der Akademie der Wissenschaften der UdSSR (seit 1991 St. Petersburger Institut für Geschichte der Materiellen Kultur der Russischen Akademie der Wissenschaften) unter der Leitung Michail Petrowitsch Grjasnows.
1958–1986 arbeitete Kusmina als wissenschaftliche Mitarbeiterin im Moskauer Institut für Archäologie der Akademie der Wissenschaften der UdSSR. Sie war Chefin von zwei archäologischen Gruppen, die in Westkasachstan und in der Oblast Orenburg tätig waren. Sie nahm an Expeditionen in Tadschikistan, Turkmenistan und Kirgisistan teil. 1964 verteidigte sie ihre Kandidat-Dissertation über die Entwicklung der Produktion von Metallwaren in Zentralasien in der Kupfersteinzeit und Bronzezeit.
Ab 1986 arbeitete Kusmina im Russischen Institut für Kulturologie (RIK) in Moskau. Zunächst leitete sie die Abteilung für Museologie und wurde dann wissenschaftliche Chefmitarbeiterin. 1988 verteidigte sie mit Erfolg ihre Doktor-Dissertation über die materielle Kultur der Stämme der Andronowo-Kultur und die Herkunft der Indo-Iraner. Darauf wurde sie zur Professorin für Archäologie ernannt. Sie beteiligte sich an Expeditionen der UNESCO in Indien und Sri Lanka. Ihre Forschungsschwerpunkte waren die Archäologie der Bronzezeit Eurasiens und insbesondere der Steppen Zentralasiens, die kulturellen Beziehungen zu China, die Ethnogenese der indo-iranischen Völker und die Mythologie und Semantik der Kunst der Baktrier und skythischen Saken. Sie hielt Vorlesungen an Universitäten und Museen in Russland, Kasachstan, Kirgisistan, Usbekistan und Tadschikistan. Sie hielt Gastvorlesungen an vielen ausländischen Universitäten (Universität von Paris, University of London, University of Cambridge, University of Oxford, Humboldt-Universität zu Berlin, Johann Wolfgang Goethe-Universität Frankfurt am Main, Universität Neapel Federico II, Harvard University, University of California, Los Angeles, Stanford University, University of California, Berkeley, University of Colombo, University of Delhi u. a.).
Kusmina lieferte wichtige Beiträge zur Kulturgeschichte und untersuchte zeitgenössische ethnokulturelle Prozesse. Sie setzte sich für den Schutz der Kulturdenkmäler ein. Sie wurde 1982 Korrespondierendes Mitglied des Deutschen Archäologischen Instituts, 1996 Vollmitglied der Societas Iranologica Europaea in Rom, 1998 Vollmitglied der Russischen Akademie der Naturwissenschaften und Mitglied der European Association for South Asian Archaeology and Art (EASAA). Sie war Präsidentin der Museumskommission der Assoziation der Orientalisten Russlands und Expertin der Zentralasien-Kommission der UNESCO für die Aufnahme von Denkmälern in die UNESCO-Welterbe-Liste.

## Ehrungen
- Verdiente Wissenschaftlerin der Russischen Föderation (2002)[4]
- Islamic Republic of Iran’s World Prize for book of the year für das Buch: The Origins of the Indo-Iranians (2009)[5][6]
- Orden der Freundschaft (2012)[7]